# Mahmoud Qassim
Ali Mahmoud Qassim Juma (Dubai, 8 settembre 1987) è un calciatore emiratino, difensore dell'Al Shabab.

## Palmarès
- UAE Football League: 1

Al-Ahli: 2008-2009
- Etisalat Emirates Cup: 1

Al Shabab: 2010-2011
- Coppa dei Campioni del Golfo: 1

Al Shabab: 2011